# Montgallet (métro de Paris)
Pour les articles homonymes, voir Montgallet.
Montgallet est une station de la ligne 8 du métro de Paris, située dans le 12e arrondissement de Paris.

## Situation
La station est implantée au nord-ouest du quartier de Picpus, sous la rue de Reuilly à hauteur de la place Sarah-Monod, où aboutissent la rue Montgallet, la rue Jacques-Hillairet et la rue du Sergent-Bauchat. Ses quais, orientés selon un axe nord-ouest/sud-est, sont établis entre la place précitée et le débouché de la rue Antoine-Julien-Hénard. Elle s'intercale entre les stations Reuilly - Diderot et Daumesnil ; en direction de Balard, elle est précédée d'un raccordement de service avec la ligne 6, lequel s'embranche en talon sur la voie pour cette même direction.

## Histoire
La station est ouverte le 5 mai 1931 avec la mise en service du troisième prolongement de la ligne 8, depuis le terminus provisoire de Richelieu - Drouot jusqu'à Porte de Charenton.
Elle doit sa dénomination à sa proximité avec la rue Montgallet, laquelle porte le nom d'un ancien propriétaire des terrains sur laquelle cette voie fut ouverte.
Dans le cadre du programme « Renouveau du métro » de la RATP, les couloirs de la station et l'éclairage des quais sont rénovés le 19 novembre 2007.

### Fréquentation
Selon les estimations de la RATP, la station a vu entrer 1 596 702 voyageurs en 2019, ce qui la place à la 274e position des stations de métro pour sa fréquentation sur 302,. En 2020, avec la crise du Covid-19, son trafic annuel tombe à 804 190 voyageurs, ce qui la classe alors au 266e rang sur 304,, avant de remonter progressivement en 2021 avec 1 108 395 entrants comptabilisés, la reléguant cependant à la 273e position des stations du réseau pour sa fréquentation sur 304 cette année-là.

## Services aux voyageurs

### Accès
La station dispose d'un unique accès intitulé « Rue Montgallet », débouchant sur la place Sarah-Monod au droit du no 68 de la rue de Reuilly, entre les débouchés de la rue Montgallet et de la rue Jacques-Hillairet. Constitué d'un escalier fixe, il est agrémenté d'une balustrade et d'un candélabre en fer forgé dans le style Dervaux des années 1930.

Accès à la station
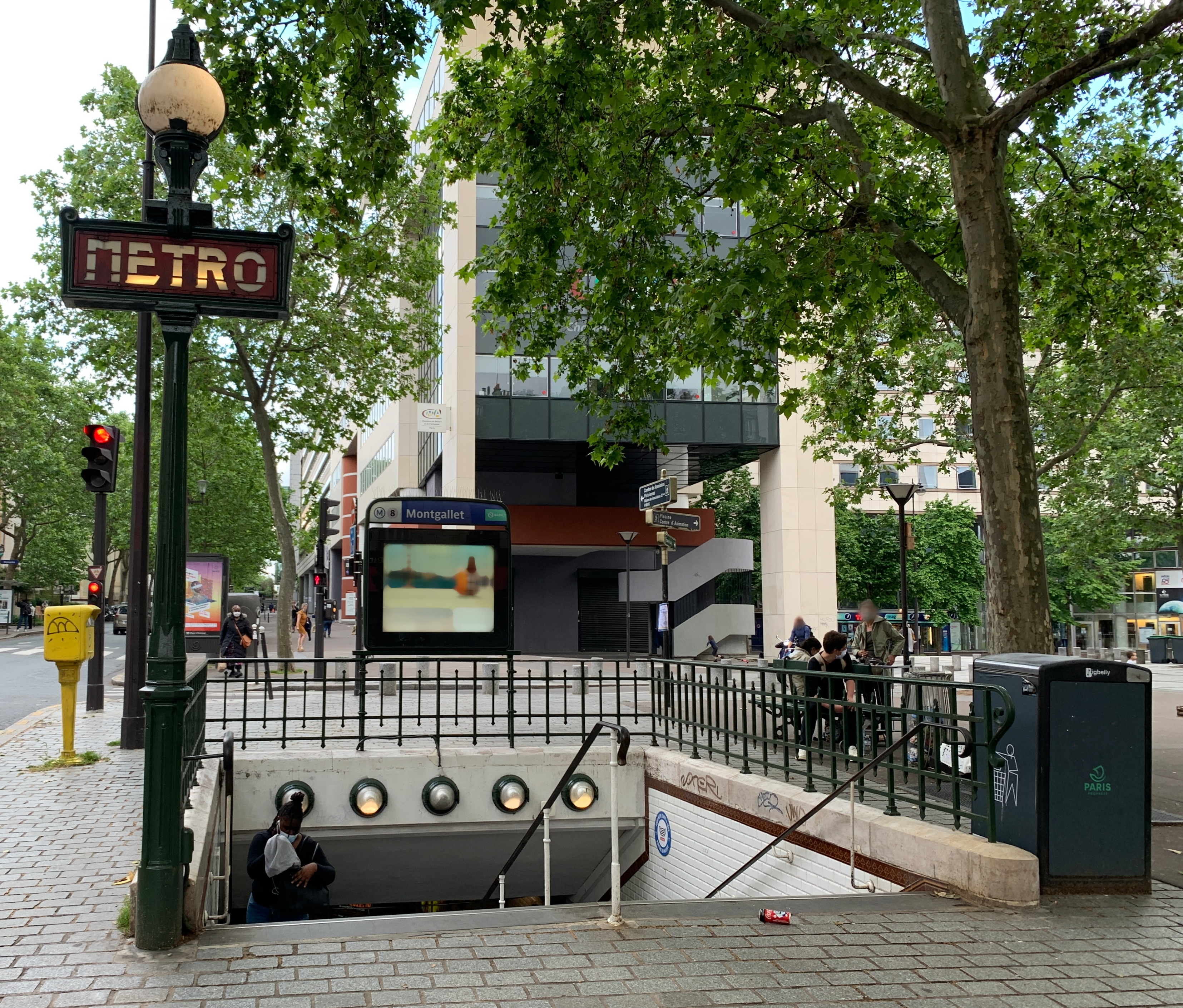
L'unique entrée de la station.
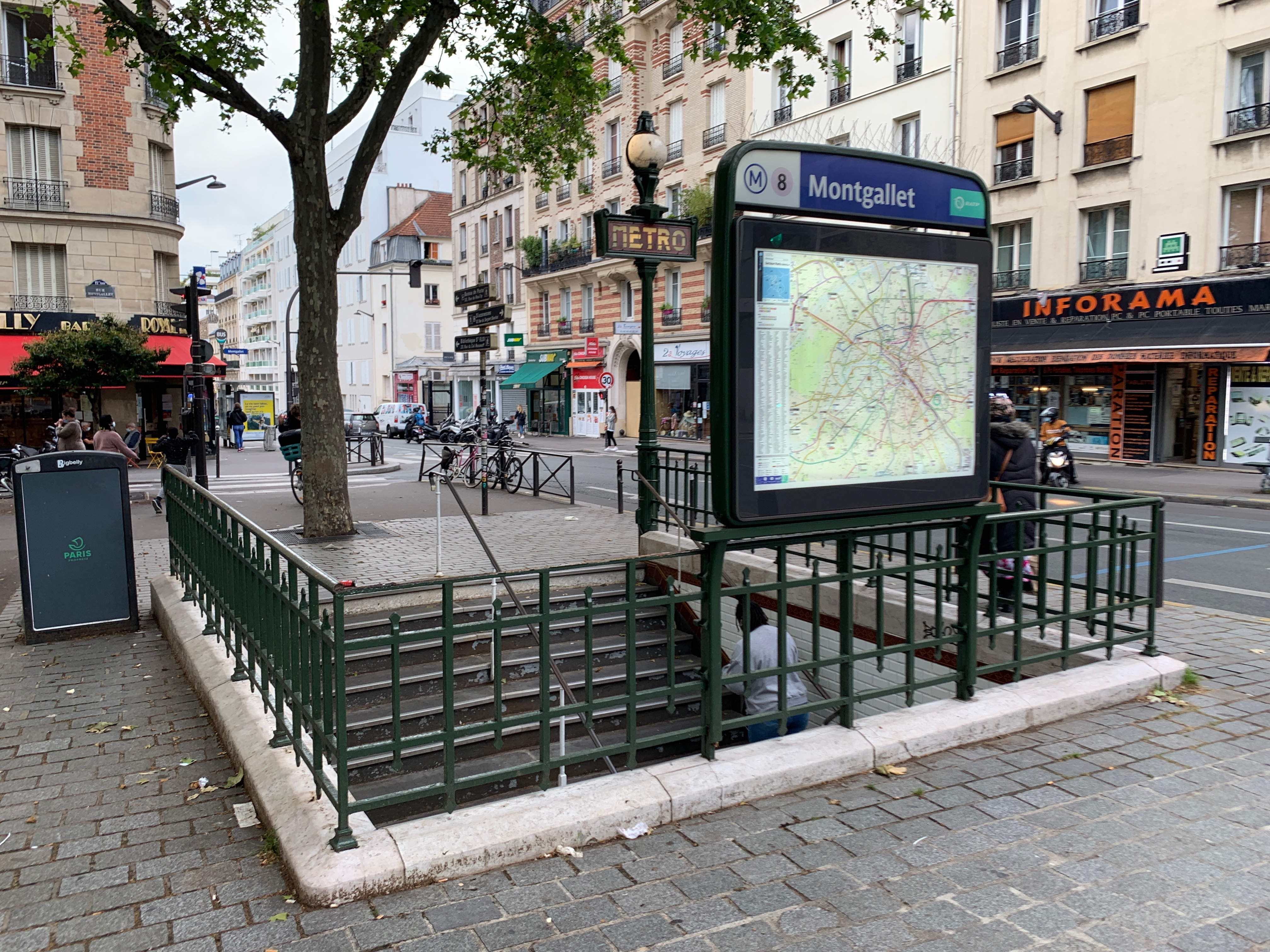
Vue arrière de l'accès.

### Quais
Montgallet est une station de configuration standard pour le métro : elle possède deux quais, d'une longueur conventionnelle de 75 mètres, séparés par les voies du métro situées au centre et la voûte est elliptique. Elle se distingue cependant par la hauteur relativement importante de cette dernière ainsi que par la partie basse de ses piédroits, qui est verticale et non courbée en conséquence, ce profil caractéristique se retrouvant également à la station Reuilly - Diderot sur la même ligne, ainsi qu'aux stations Victor Hugo (ligne 2), Corentin Cariou (ligne 7) et Palais-Royal - Musée du Louvre (ligne 7).
La décoration est du style utilisé pour la majorité des stations du métro : les bandeaux d'éclairage sont blancs et arrondis dans le style « Gaudin » du renouveau du métro des années 2000, et les carreaux en céramique blancs biseautés recouvrent les piédroits, la voûte ainsi que les tympans. Les cadres publicitaires sont en faïence de couleur miel à motifs végétaux et le nom de la station est également incorporé dans la céramique murale, selon le style décoratif d'entre-deux-guerres de la CMP d'origine. Les sièges de style « Motte » sont de couleur rouge.

Quais de la station
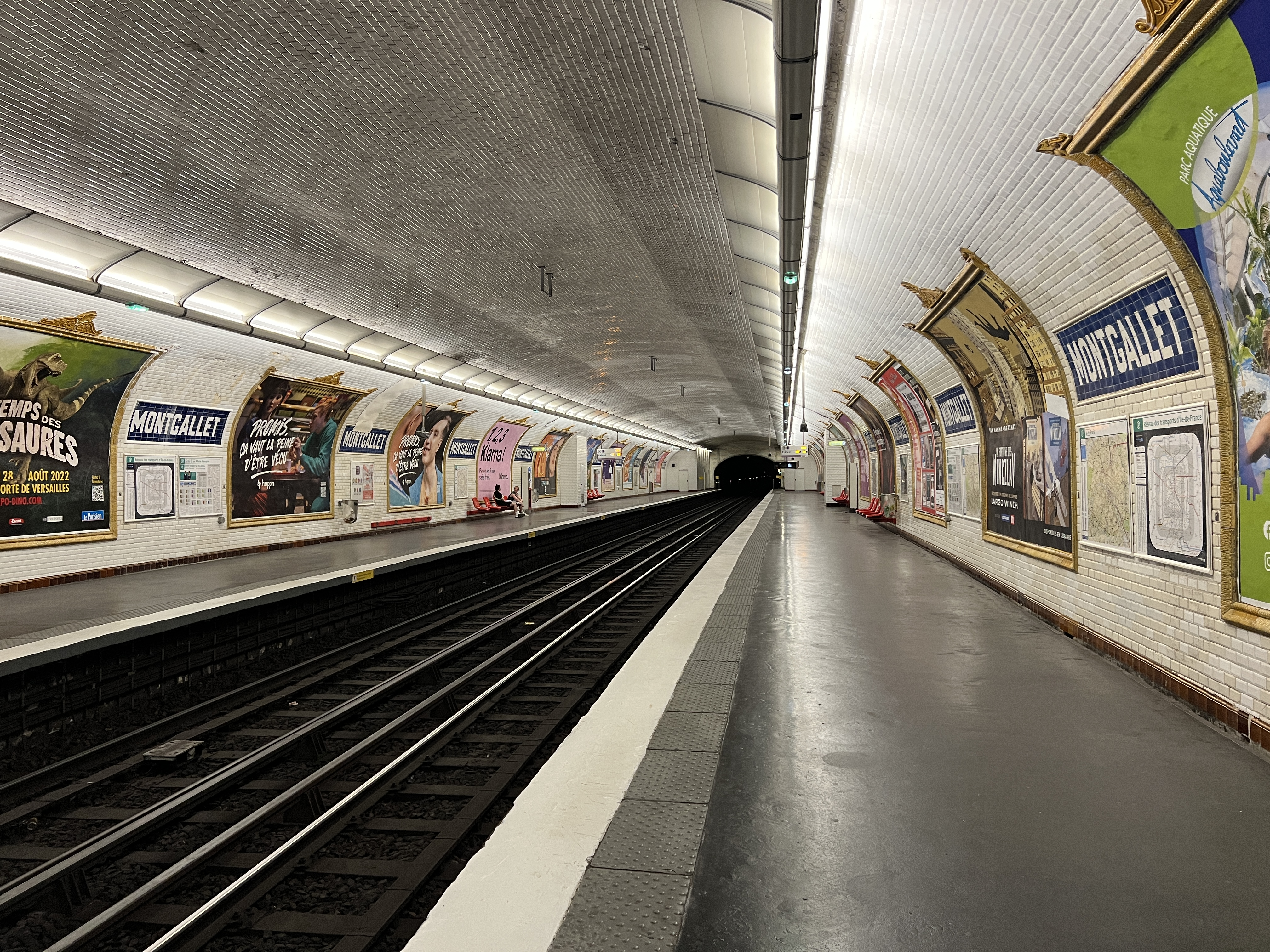
Les quais de la station, vus en direction de Pointe du Lac.
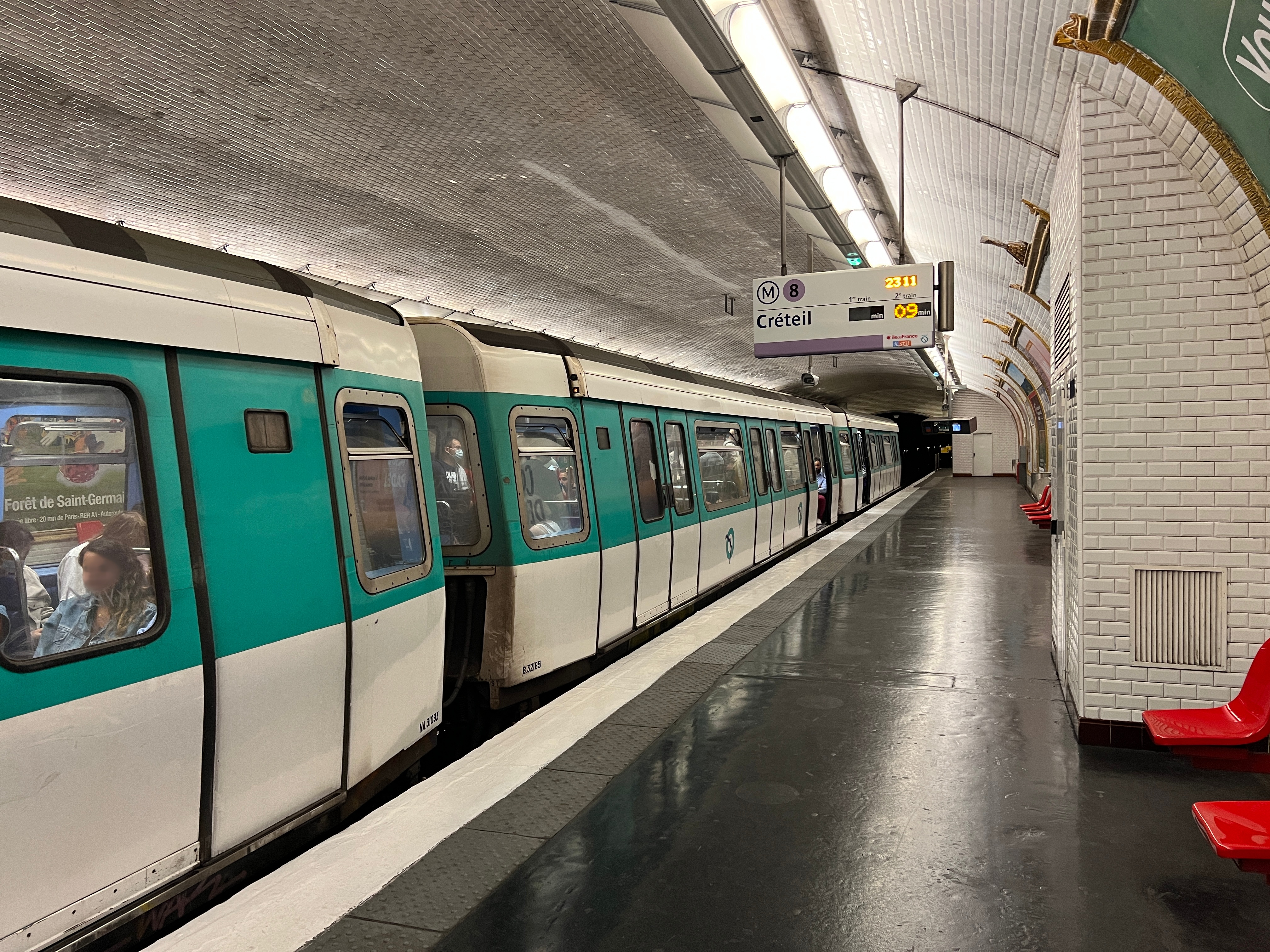
Rame MF 77 marquant l'arrêt en direction de Pointe du Lac.
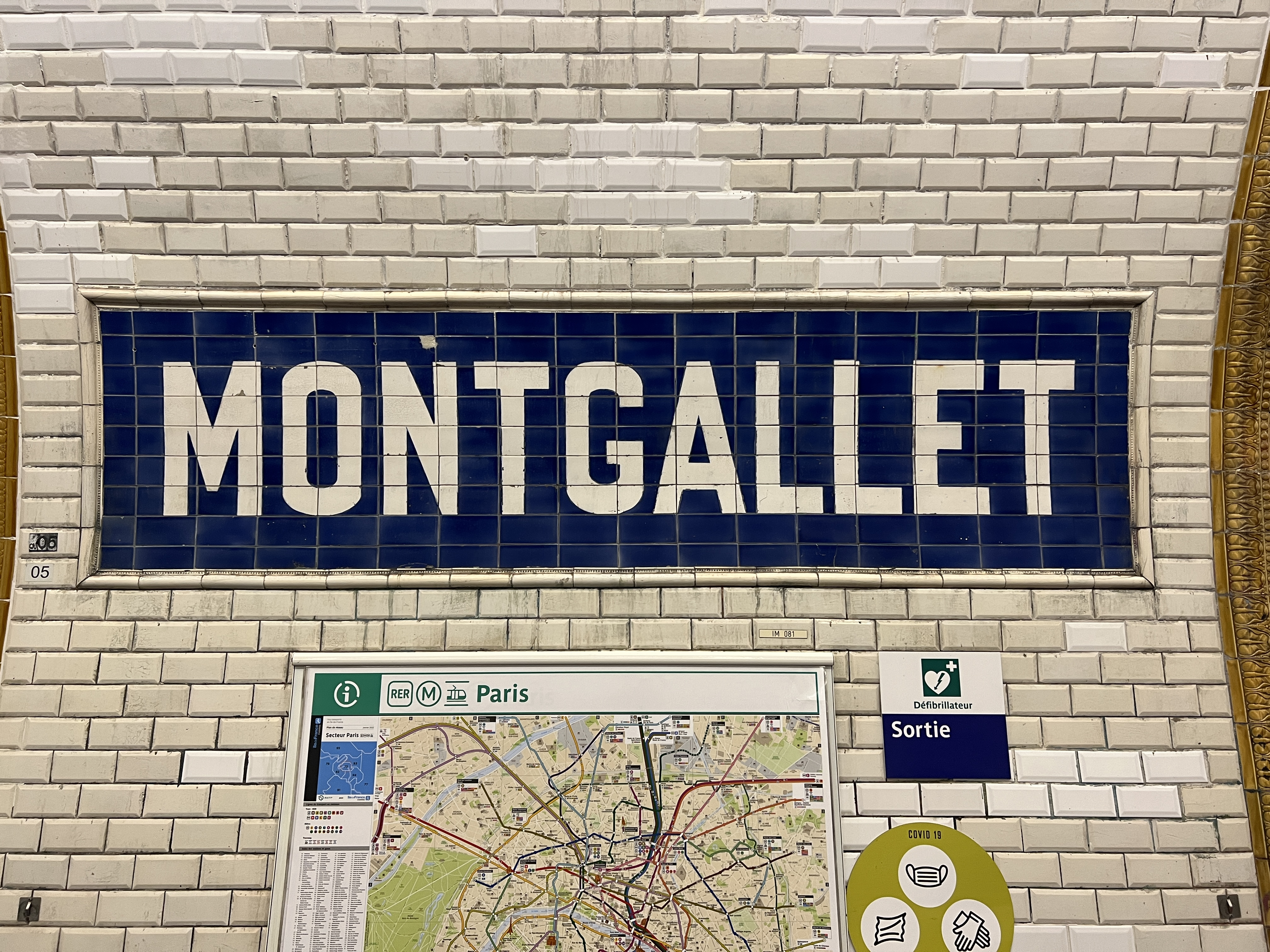
Faïence murale incorporant le nom de la station.

### Intermodalité
La station est desservie par la ligne 46 du réseau de bus RATP.

## À proximité
- Rue Montgallet, connue (ainsi que les rues adjacentes) pour regrouper de nombreuses boutiques de matériel informatique tenues par une communauté de vendeurs d'origine asiatique[7].
- Hôpital des Diaconesses de Reuilly
- Église Saint-Éloi
- Square Saint-Éloi
- Coulée verte René-Dumont
- Jardin de Reuilly - Paul-Pernin